# Parakan (Ciomas)
Parakan is een bestuurslaag in het regentschap Bogor van de provincie West-Java, Indonesië. Parakan telt 9070 inwoners (volkstelling 2010).